# Diplodus vulgaris

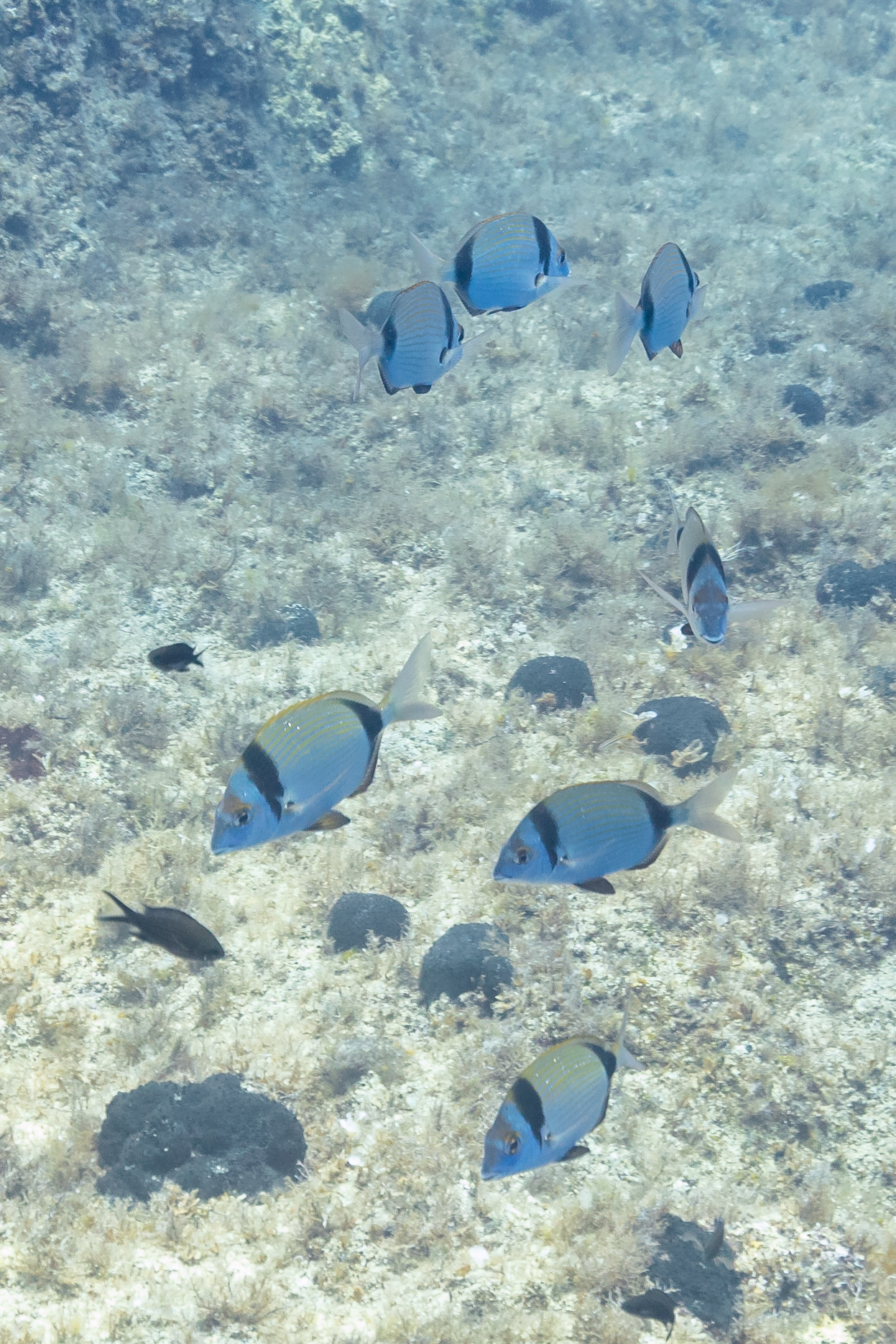
Grupo de mojarras en Gozo, Malta.

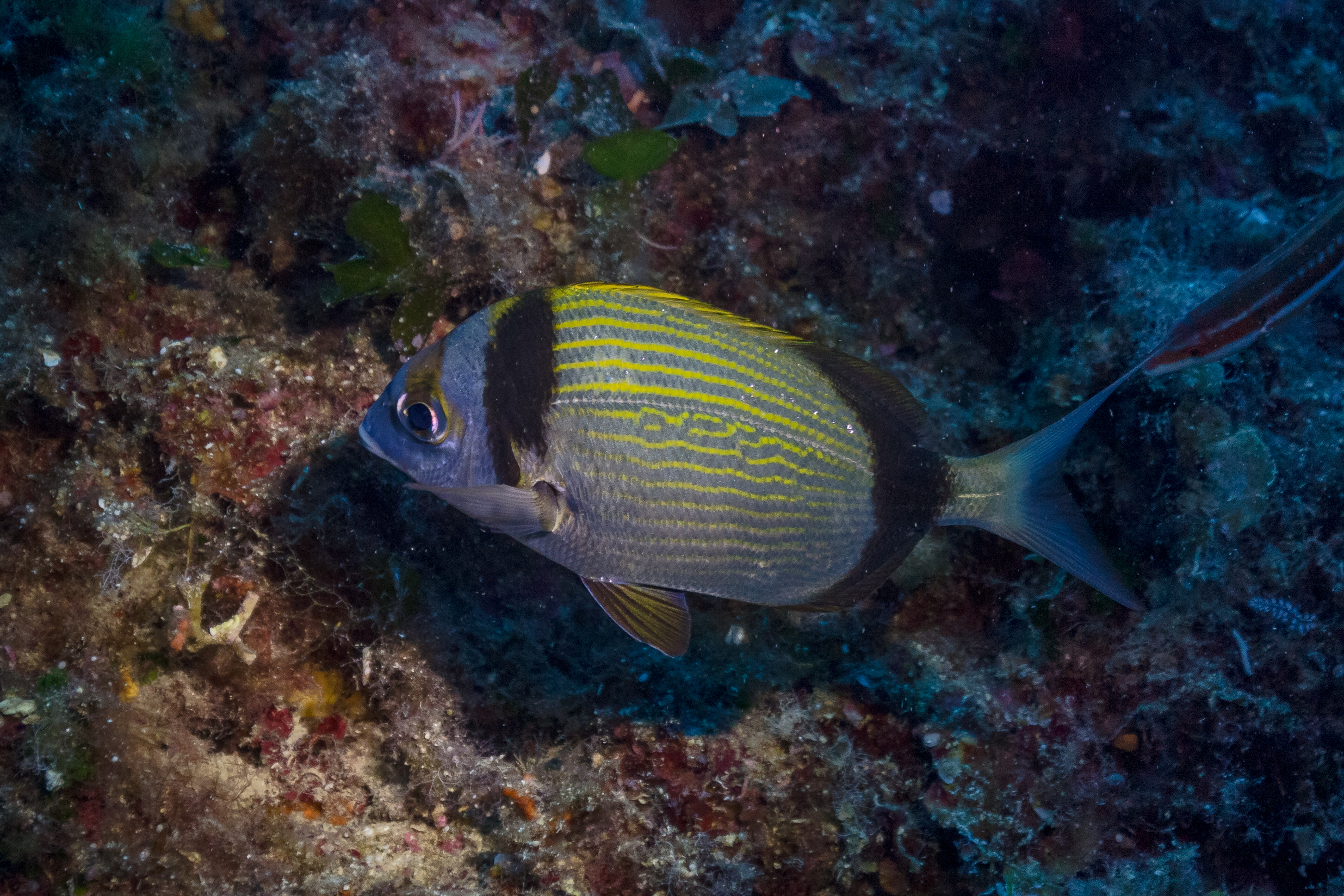
Ejemplar solitario.

La mojarra, vidriada, sargo, sargo mojarra, seifía o sargo seifa
(Diplodus vulgaris) es una especie de pez perciforme de la familia Sparidae.

## Descripción
Mide hasta 45 cm y se le puede identificar por tener un cuerpo ovalado, muy aplanado por los costados, con la cabeza un poco en punta, acabada en una boca grande. Tiene un color plateado con una franja negra detrás de la cabeza y otra en la base de la cola. A cada lado aparecen unas bandas longitudinales, finas y de color dorado, que van resiguiendo las hileras de escamas, de las que hay quince o dieciséis. Sobre los ojos encontramos una mancha rojiza.

## Distribución y hábitat
Es una especie propia del Atlántico nororiental, desde Senegal hasta el golfo de Vizcaya, así como del mar Mediterráneo. Se encuentra a entre 2 y 20 m de profundidad, en fondos rocosos con algas abundantes e intercalados de arenales.

## Reproducción
Se reproduce sexualmente, con fecundación externa.

## Comportamiento
Se reproduce de septiembre a noviembre y, a lo largo de su vida, presenta los dos sexos, primero macho y después hembra, como todos los miembros de la familia.
Su alimentación se compone principalmente de gusanos y pequeños crustáceos.

## Relación con el hombre
Se pesca comercialmente puesto que su carne es de buena calidad. Las formas de cocinar este pescado son muy similares a las del sargo. En algunas provincias marítimas e islas es un pescado muy apetecido.